# The Nihilists (film 1914)
The Nihilists è un cortometraggio muto del 1914 diretto e interpretato da Murdock MacQuarrie.

## Produzione
Il film fu prodotto dalla Nestor Film Company.

## Distribuzione
Distribuito dall'Universal Film Manufacturing Company, il film - un cortometraggio di una bobina - uscì nelle sale cinematografiche USA il 20 ottobre 1914.